# Alexander I (påve)
Alexander I, född 10 januari 75 i Rom i Romarriket, död cirka 115 i Rom i Romarriket, var påve från cirka 107 till cirka 115. Han vördas som helgon i Romersk-katolska kyrkan, med minnesdag den 3 maj.

## Biografi
Liber Pontificalis anger att Alexander var romare och att hans pontifikat inföll under kejsar Trajanus regeringstid (98–117). Där finns även uppgiften att han skulle ha infört Qui Pridie till nattvarden samt ha infört bruket med vigvatten, där salt ingick, för att driva onda krafter ur hus  (constituit aquam sparsionis cum sale benedici in habitaculis hominum). Han uppges i Liber Pontificalis ha lidit martyrdöden, men detta är inte historiskt säkerställt.
År 1855 återupptäcktes en grav på den plats där han sades ha lidit martyrdöden, och där sedan en kyrka hade rests till hans minne. Huruvida graven verkligen är Alexanders råder det dock inte någon enighet om. 
Kyrkan Sant'Alessandro i Lucca är helgad åt Alexander I.